# Dagana (Senegal)
Dagana – miasto w północnym Senegalu, w regionie Saint Louis, nad rzeką Senegal. Według danych szacunkowych na rok 2007 liczy 18 428 mieszkańców. Historia Dagany sięga średniowiecza, kiedy istniała tu osada jednego z afrykańskich królestw. Współczesne miasto wyrosło jednak w czasach kolonialnych wokół fortu nad brzegami Senegalu, chroniącego podążające tym szlakiem statki handlowe przed atakami afrykańskich plemion, zbuntowanych przeciw władzy Europejczyków. Do dziś zachowała się tu część dawnych zabudowań francuskich.